# Лишин, Николай Алексеевич
Николай Алексеевич Лишин (род. 5 октября 1977, Москва) — российский государственный деятель, кандидат технических наук, военнослужащий Вооружённых Сил Российской Федерации, генерал-майор. Заместитель руководителя ФМБА России, член президиума Научно-экспертного совета Совета Безопасности России.

## Биография
Родился 5 октября 1977 года в Москве.
В 2000 году окончил Военно-воздушную инженерную академию имени Н. Е. Жуковского по специальности «Техническая эксплуатация летательных аппаратов и двигателей». И был направлен для прохождения службы в ряды ВС РФ в звании лейтенанта.
В 2015 году получил богословское образование, окончив Православный Свято-Тихоновский Гуманитарный Университет, где обучался по направлению «Теология».
Является доцентом богословского факультета Российского православного университета, преподает библеистику, работает в аппарате общественной Патриаршей комиссии по вопросам семьи, защиты материнства и детства в должности руководителя управления анализа и планирования в сфере демографии и семейной политики.
В 2021 году окончил Российскую академию народного хозяйства и государственной службы по направлению «Государственное и муниципальное управление».
С 2022 года участвовал во вторжении России в Украину, ветеран боевых действий.
11 июня 2024 года ему было присвоено звание генерал-майора. После чего окончил службу в Центральном аппарате Минобороны России, занимая должности заместителя руководителя Департамента информационных систем и первого заместителя руководителя Департамента информационных технологий, куратора военного инновационного технополиса «ЭРА» в области IT-технологий и разработок.
И 14 ноября 2024 года указом президента России был назначен заместителем руководителя Федерального медико-биологического агентства.
27 декабря 2024 года включён в состав президиума Научно-экспертного совета Совета Безопасности России.

## Учёная степень
В 2019 году защитил диссертацию в военно-космической академии им. А. Ф. Можайского, получив степень кандидата технических наук.

## Награды
- Почётная грамота Президента Российской Федерации;
- орден Александра Невского;
- орден Почёта;
- орден «За военные заслуги» — за успешное выполнение специальных заданий командования;
- медаль ордена «За заслуги перед Отечеством» I степени;
- медаль ордена «За заслуги перед Отечеством» II степени;
- медаль Суворова.

### Награды РПЦ
- орден Святого благоверного князя Даниила Московского III степени;
- орден Святого благоверного князя Дмитрия Донского III степени.

## Публикации
Интервью и высказывания
- В Минобороны сравнили иностранные цифровые системы с вражеским танком (рус.). «Парламентская газета». (27 апреля 2022). Дата обращения: 24 марта 2025.
- Впереди — служба в армии? Технополис «ЭРА» призывает в науку! (рус.). Сайт ИжГТУ. (25 мая 2022). Дата обращения: 24 марта 2025.
- Замглавы департамента информсистем МО РФ Лишин: Навыки, полученные в играх, могут быть применены в реальном бою (рус.). «Российская газета». (19 августа 2023). Дата обращения: 24 марта 2025.
- Николай Лишин: «Санкции дали позитивный рост, особенно в оборонной сфере» (рус.). «Рамблер». (15 августа 2023). Дата обращения: 24 марта 2025.
- Полковник Лишин: современный бой во многом напоминает некоторые компьютерные игры (рус.). ТРК «Звезда». (15 августа 2023). Дата обращения: 24 марта 2025.
- Минобороны требует ограничить ChatGPT: Это оружие, загоняющее россиян в когнитивную ловушку (рус.). CNews. (25 декабря 2023). Дата обращения: 24 марта 2025.